# Кирша (спортивно-тренировочная база)
Спортивно-тренировочная база «Кирша» является структурным подразделением департамента спортивных сооружений ФК «Шахтер» (Донецк). До 2014 года был главной спортивно-тренировочной базой футбольного клуба «Шахтёр». Расположена в 15 км от Донецка в одноименном поселке.

## База
Тренировочная база была открыта в 1999 году на месте старой базы клуба, построенной в 1953 году. 29 декабря 2001 года для «Шахтёра-2» и «Шахтёра-3» была открыта ещё одна тренировочная база, которая располагалась рядом с корпусом главной базы, техническое оснащение которой не уступало ей. На территории базы расположены одноместные и двухместные жилые номера, бильярд, настольный теннис, кинозал. Также на базе расположены искусственно созданные зимний сад и пруд.
В июне 2012 года во время проведения Евро-2012 на СТБ «Кирша» размещались национальные сборные Франции и Испании.
В ночь с 29 на 30 августа 2014 года в результате обстрела был разрушен верхний этаж главного корпуса, где раньше жил основной состав «Шахтера». Пострадала зона отдыха игроков, значительный ущерб понесли жилые и подсобные помещения базы, нарушена структура футбольных полей.

## Оснащение
- Конференц-зал
- Физиотерапевтический комплекс
- Процедурные кабинеты
- Восстановительный комплекс с сауной и бассейном
- 9 тренировочных полей (1 с искусственным покрытием)
- Тренажёрный зал
- Обеденный зал
- Зал теоретических занятий
- Медицинский комплекс
- Итальянский дворик (используется для телевизионных съёмок, раздачи автографов и др.)